# Cugarský průliv

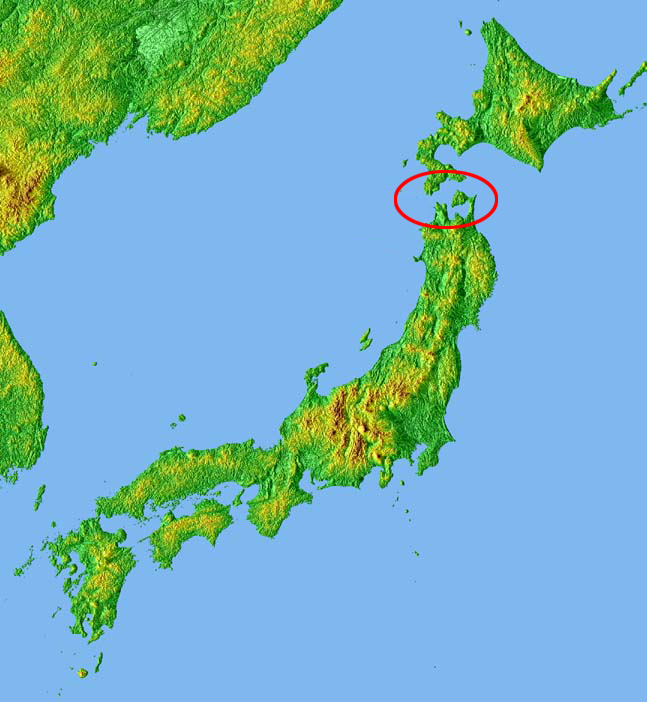
Cugarský průliv

Cugarský průliv (japonsky: 津軽海峡, Cugaru Kaikjó) je průliv mezi japonskými ostrovy Honšú a Hokkaidó, který spojuje Japonské moře s Tichým oceánem. Pojmenován byl podle západní části prefektury Aomori. V nejužším místě (19,5 km) průlivu spojuje od roku 1988 tunel Seikan Cugarský poloostrov na Honšú a poloostrov Macumae na Hokkaidó.
V roce 1954 se při tajfunu v průlivu potopil trajekt Tója Maru, přičemž přišlo o život 1155 cestujících.